# アレクサンダー・フォン・ヴァーグナー
アレクサンダー・フォン・ヴァーグナー（Alexander von Wagner または Sándor[ʃaːndor] Wagner、 1838年4月16日 - 1919年1月19日）はハンガリー系オーストリア人の画家である。ドイツのミュンヘン美術院で教授を務めた。

## 略歴
当時オーストリア帝国の領地であったハンガリーのペシュトに、裁判官の息子に生まれた。15歳の時、ペシュトの高校を中退して、ペシュトに住む風俗画家のヴェーバー(Henrik Weber:1818-1866) から絵を学び始めた。1854年からウィーン美術アカデミーでカール・フォン・ブラースに学んだ。友人のリーゼン＝マイヤー(Alexander von Liezen-Mayer)とミュンヘンに留学した。1856年にミュンヘン美術院に入学し、カール・フォン・ピロティに学び、フランツ・フォン・レンバッハを中心とする画家グループに加わり、バイエルンの山間地、アレジング（Aresing）やその周囲の地方に写生旅行を行なった。ヴァーグナーも、農民の生活を描いた風俗画や風景画を描いた。
1864年から1866年の間、イタリアやスペインを旅した後、1866年にミュンヘン美術院でヘルマン・アンシュッツの助手に任じられ、1869年に美術院の教授に任じられた。そのためハンガリーの国籍を捨てることになった。ヴァーグナーの教えた学生には、ムンカーチ・ミハーイ、シニェイ・メルシェ・パール、ヴァーゴー・パール、アグハージ・ジュラらのハンガリー人画家もいた。ヴァーグナーが画家として人気が出た後、オーストリア皇后、エリーザベトの肖像画を描いた。
1898年にバイエルン王冠勲章 (Verdienstorden der Bayerischen Krone)を受勲し、貴族に叙せられた。1910年に美術院を退職した。

## 作品

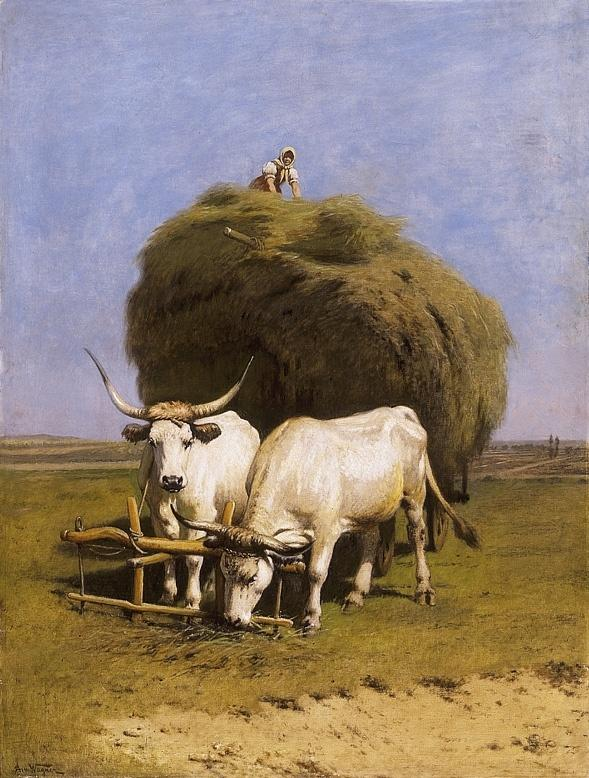
花嫁を乗せた荷車
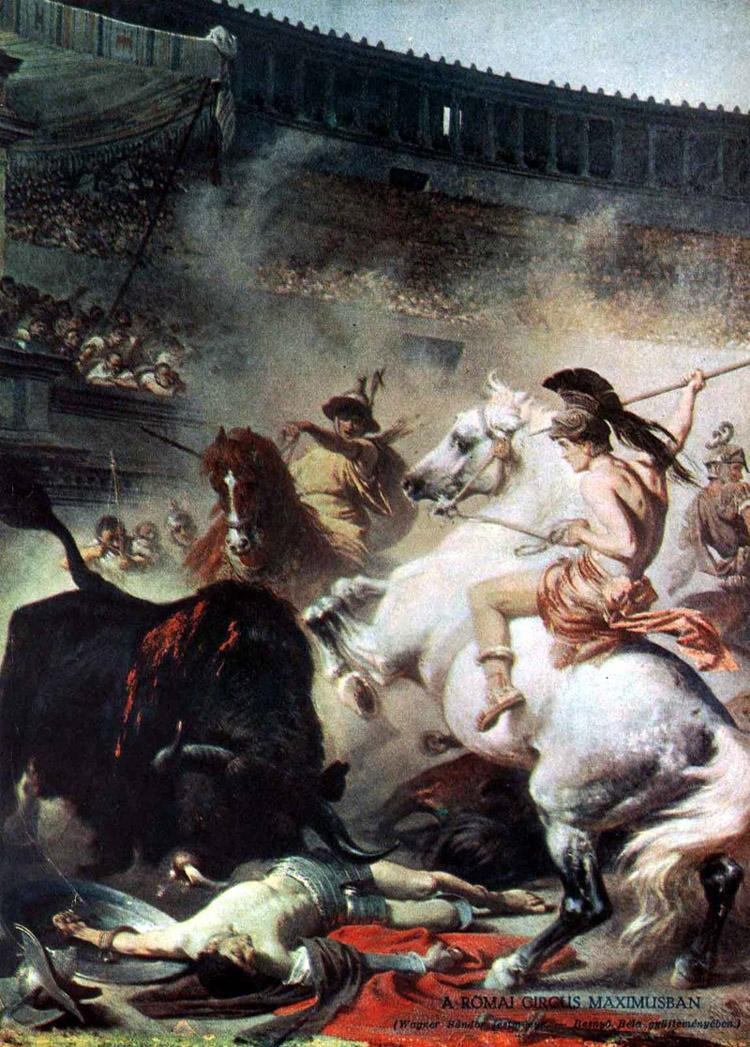
"In the Circus Maximus in Rome"
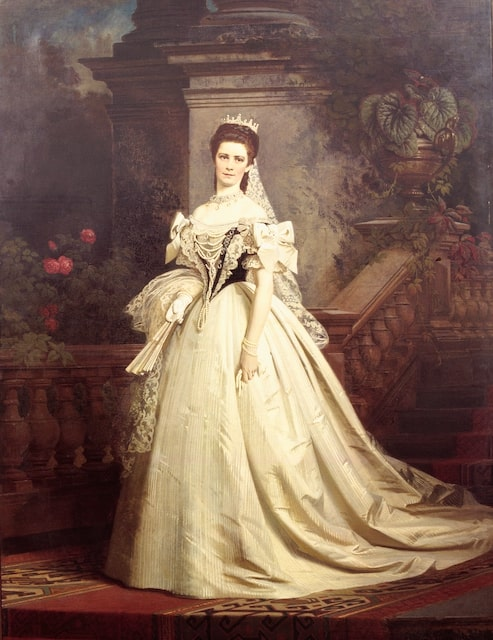
オーストリア皇后エリーザベト
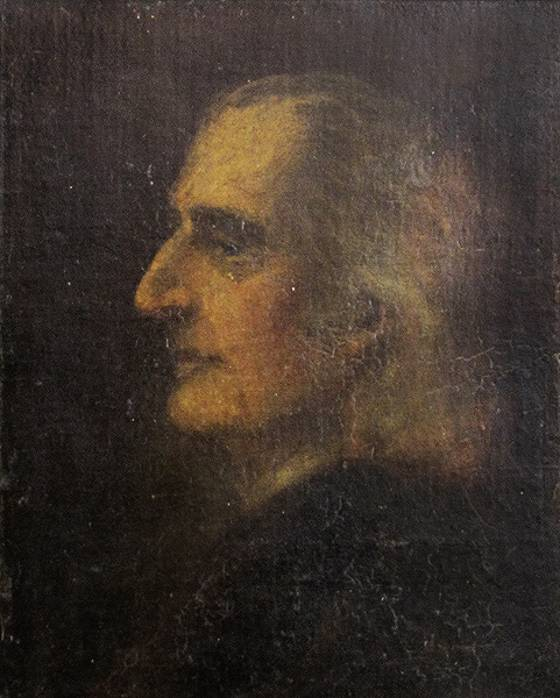
フランツ・リスト

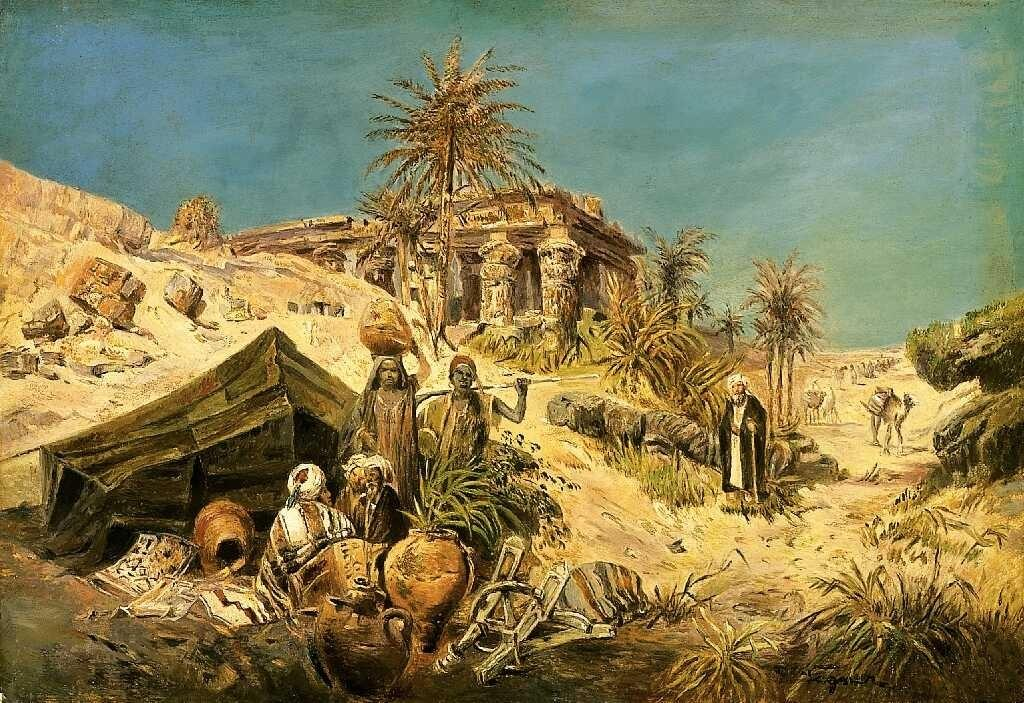
ベドウィンの野営
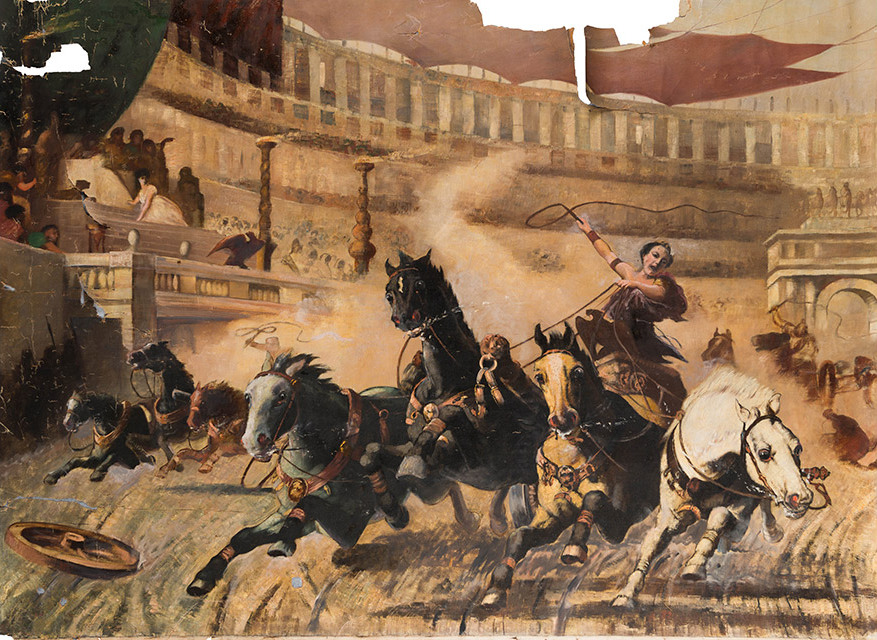
戦車の競走
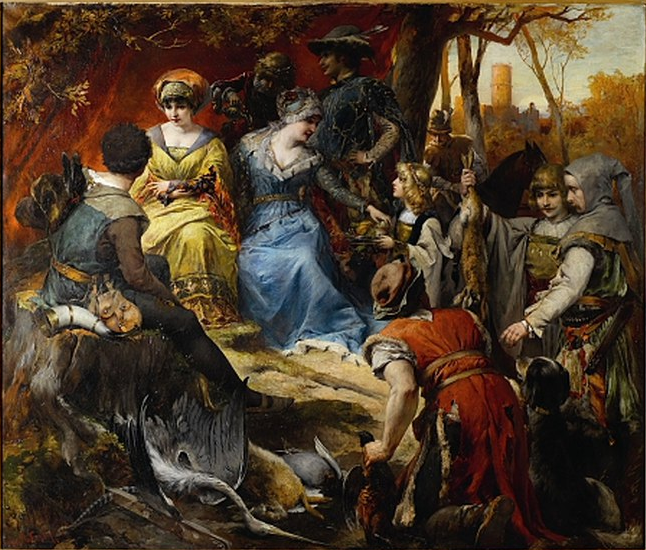
狩猟の後(1864)